# Peemankeetje

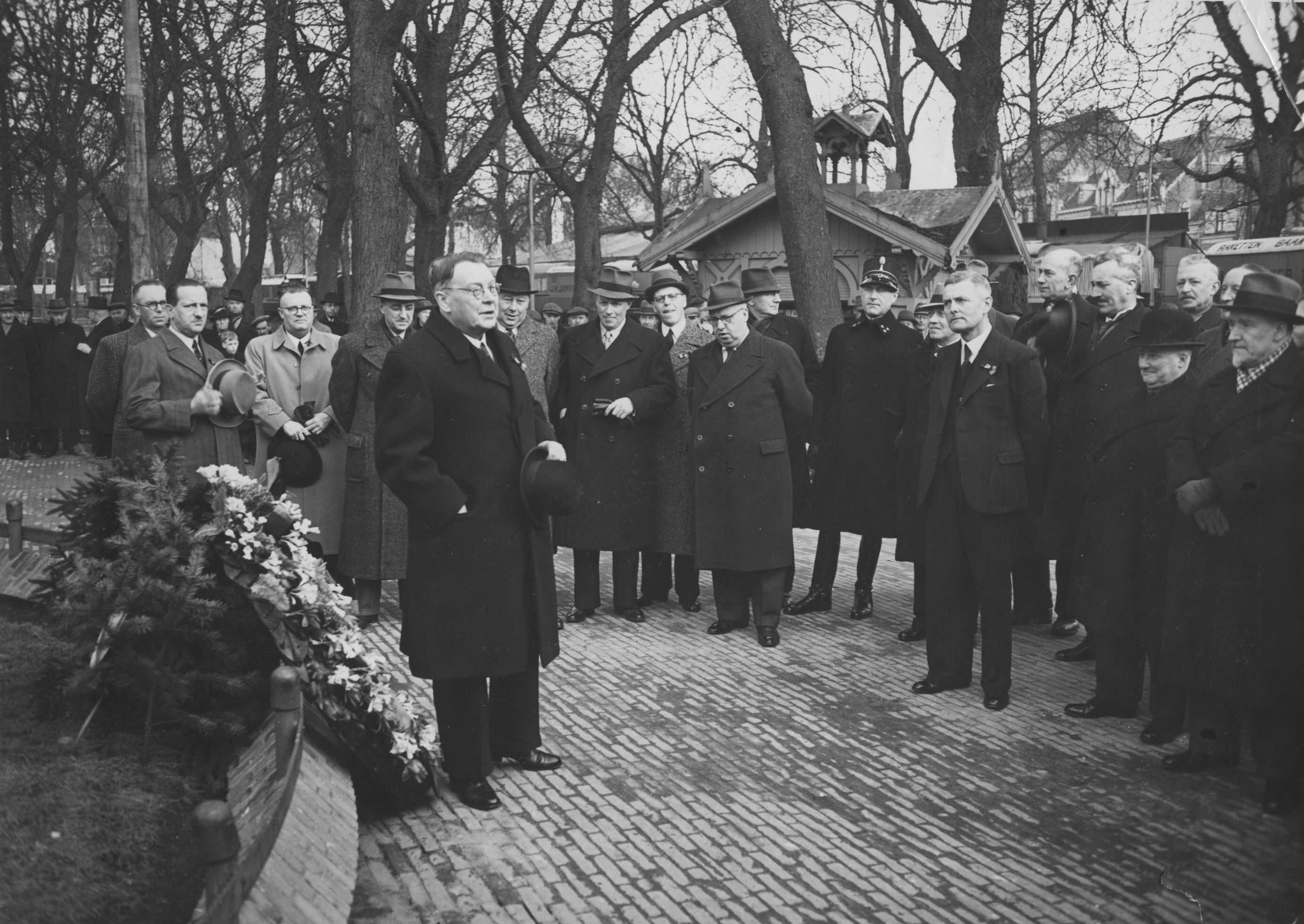
Een Peemankeetje op de achtergrond bij een herdenking in 1940 bij het Hunnerpark.

Een Peemankeetje is een chaletachtige kiosk, waarvan er in 1900 een twaalftal in de Nederlandse stad Nijmegen zijn gebouwd. Inmiddels zijn de oorspronkelijke keetjes allemaal verdwenen.

## Geschiedenis
Om alcoholmisbruik tegen te gaan liet de Bond voor Drankbestrijding in 1900 langs de invalswegen van Nijmegen twaalf kiosken bouwen waar geen alcohol, maar alleen melk of frisdrank verkocht mocht worden. In 1908 ging de bond bijna failliet en kocht de drankhandelaar Jan Aart Peeman de kiosken op. Hij hield de verkooppunten echter alcoholvrij om zijn bedrijf een goede naam te bezorgen. De kiosken met de naam "Peeman" erop werden lokaal erg bekend en kregen de naam "Peemankeetje". Het assortiment werd al snel uitgebreid met tabak en snacks.
Door schade in de Tweede Wereldoorlog waren enkele keetjes al uit het straatbeeld verdwenen. Vanaf de jaren 60 werden veel wegen verbreed en verdwenen de overgebleven keetjes bijna allemaal. Ook werden sommigen keetjes verbouwd, waardoor ze niet meer hun originele vorm hadden. In 1985 vernielde een vrachtwagen het laatste originele keetje aan de Willemsweg.

## Herbouwingen
De erven Peeman hebben uit de restanten van het laatste keetje een nieuw keetje gebouwd, dat nu dienstdoet als tuinhuisje. In 2003 is op de plaats waar vroeger een Peemankeetje stond aan de Groesbeekseweg een nieuwe kiosk verschenen die "Peemanhuisje" genoemd wordt. Ook aan de Willemsweg en aan het Kelfkensbos, op de plaats waar vroeger originele Peemankeetjes stonden, staan nu opnieuw kiosken.
De slijterij Peeman bestaat echter nog steeds. Deze was, hoewel sinds 2005 niet meer in handen van de familie Peeman, nog tot in 2022 in hetzelfde pand aan de Waldeck Pyrmontsingel gevestigd als in 1908.